# Rediu (okręg Vaslui)
Rediu – wieś w Rumunii, w okręgu Vaslui, w gminie Roșiești. W 2011 roku liczyła 196 mieszkańców.